# The Beguiled (2017)
The Beguiled (bra: O Estranho Que Nós Amamos) é um filme norte-americano de 2017, dos gêneros drama de guerra e suspense, escrito e dirigido por Sofia Coppola, com roteiro baseado no romance The Beguiled, de Thomas P. Cullinan.
Com Elle Fanning, Kirsten Dunst, Nicole Kidman, Colin Farrell, Angourie Rice e Addison Riecke no elenco, The Beguiled é um remake de um filme homônimo de 1971.

## Sinopse
Um soldado da União, ferido em combate durante a Guerra de Secessão, acaba encontrando refúgio e um lugar para se curar dentro de um internato para mulheres localizado em território Confederado. Lá, o soldado se recupera, mas acaba conquistando o coração de algumas das mulheres no processo.[carece de fontes?]

## Escolha do elenco
Inicialmente as primeiras atrizes a serem confirmadas foram Nicole Kidman, Kirsten Dunst e Elle Fanning, com Nicole assumindo o papel de Martha Farnsworth, diretora do internato, e Kirsten e Elle assumindo o papel de uma professora e uma aluna do internato respectivamente, para o papel do protagonista masculino foi escalado Colin Farrell, que interpretará John McBurney, papel que anteriormente foi de Clint Eastwood
No dia 8 de outubro de 2016, a atriz Angourie Rice que ficou conhecida por atuar na comédia The Nice Guys e que atualmente está envolvida em Spider-Man: Homecoming, também foi escalada para integrar o elenco.
No dia 14 de outubro de 2016, a atriz mirim Addison Riecke, conhecida por atuar na sitcom The Thundermans da Nickelodeon também foi adicionada ao elenco, esse será seu primeiro grande trabalho em um filme e também um grande passo na carreira da atriz.

## Elenco
- Elle Fanning como Alicia
- Kirsten Dunst como Edwina Dabney
- Nicole Kidman como Martha Farnsworth
- Colin Farrell como John McBurney
- Angourie Rice como Jane
- Addison Riecke como Marie
- Oona Laurence como Amy